# Râul Kabul

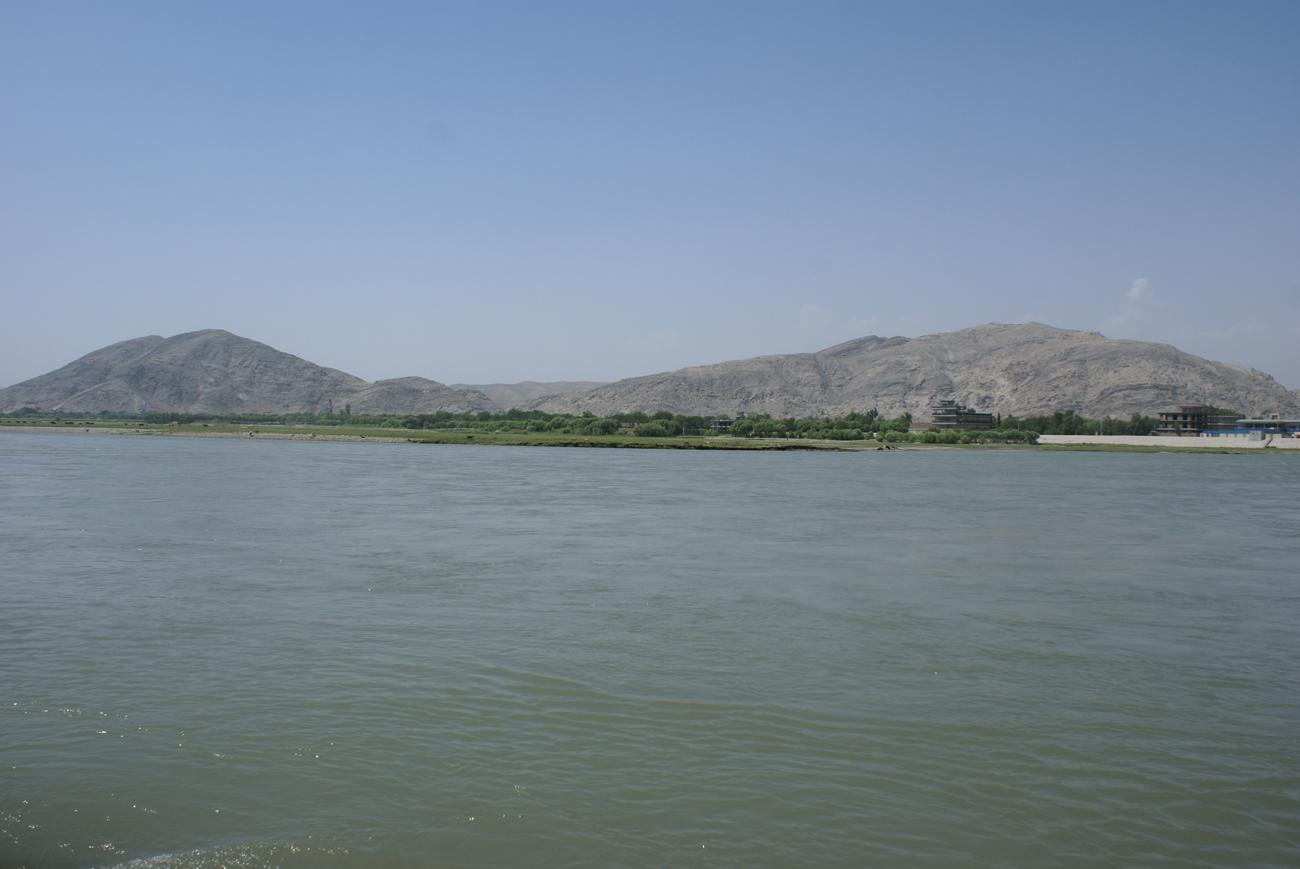
Kabul River in Behsood Bridge Area, Jalalabad - 30 July 2009

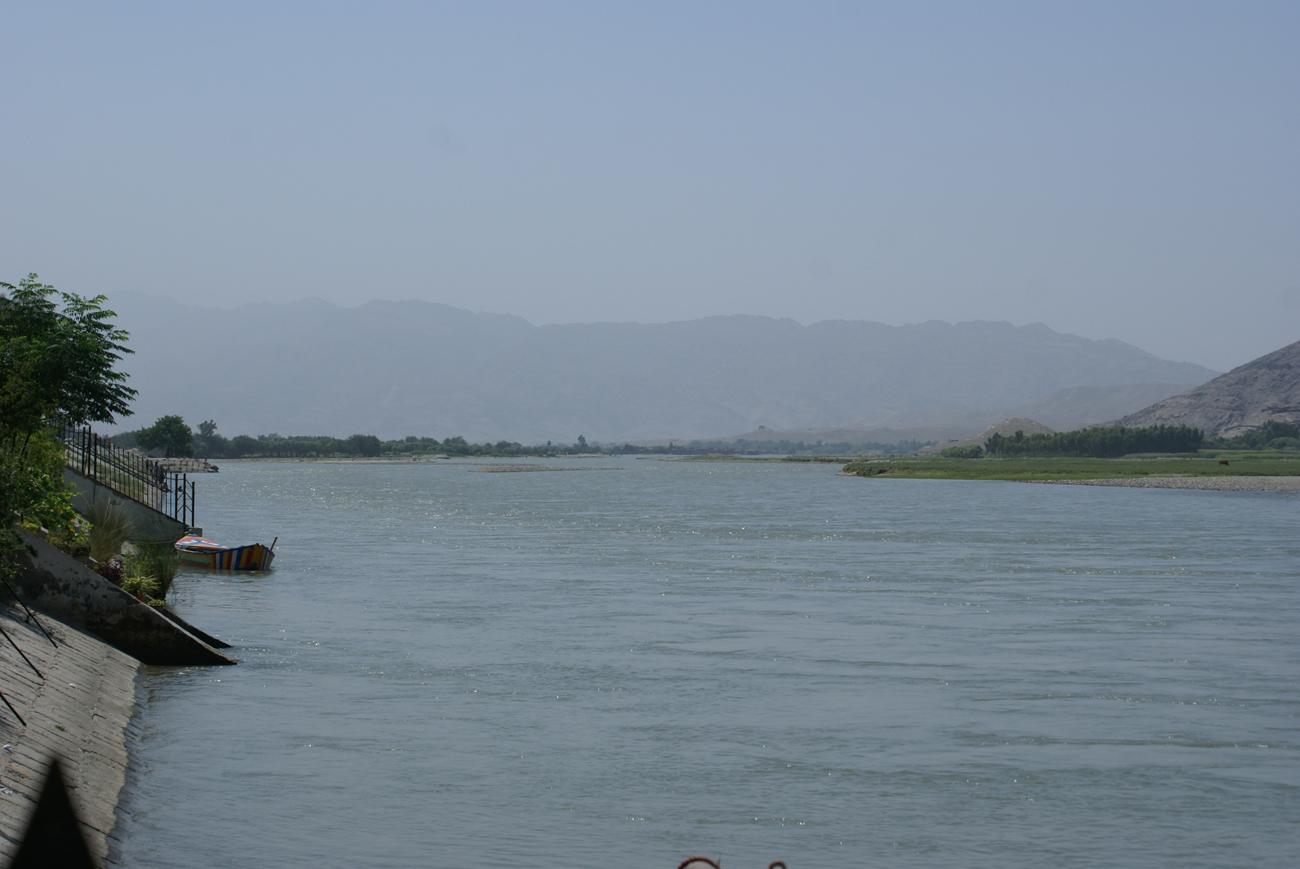
Kabul River in Behsood Bridge Area, Jalalabad - 30 July 2009

Râul Kabul (în engleză: Kabul River, în persană/urdu دریای کابل; paștună کابل سیند, în sanscrită: कुभा ) este un afluent al fluviului Ind, cu o lungime de 460 km.
Izvorăște din munții Koh-i-Baba, drenează partea de nord-est a Afganistanului, apoi trece în Pakistan.
Este utilizat pentru irigații.
Este navigabil pe 120 km.